# Udajj Saddam Husajn
Udajj Saddam Husajn at-Tikriti (ur. 18 czerwca 1964 w Tikricie, zm. 22 lipca 2003 w Mosulu) – starszy syn prezydenta Iraku, Saddama Husajna i jego pierwszej żony – Sadżidy Chajr Allah.

## Życiorys
Udajj był starszym synem dyktatora Iraku, Saddama Husajna, bratem Kusajja Husajna. W czasie rządów swojego ojca był przewodniczącym Irackiego Komitetu Olimpijskiego oraz dowodził fedainami Saddama. W październiku 1988 roku zastrzelił ochroniarza swojego ojca, który testował jedzenie i picie podawane dyktatorowi. Z rozkazu Saddama Husajna, Udajj został pojmany i uwięziony. Po śledztwie Ministerstwa Sprawiedliwości, zarzuty wobec Udajja zostały wycofane, lecz Udajj został pozbawiony pełnionych wcześniej funkcji. W styczniu 1989 roku Saddam wysłał Udajja do Szwajcarii, ale ten jednak szybko wrócił do kraju i odzyskał utracone wcześniej stanowiska. W sierpniu 1995 roku, podczas kłótni rodzinnej postrzelił swojego wuja Watbana Ibrahima at-Tikriti. W grudniu 1996 roku został ciężko ranny podczas zamachu, wskutek czego miał cierpieć na paraliż nóg. 
Udajj prowadził bagdadzką gazetę Babil oraz telewizję Szabab.  
Po rozpoczęciu II wojny w Zatoce Perskiej był jednym z 55 najbardziej poszukiwanych członków rządu i najbliższych współpracowników Saddama Husajna, a jego podobizna znalazła się na karcie asa kier w Amerykańskiej Talii Kart, opracowanej przez Defense Intelligence Agency, by ułatwić armii USA identyfikację ściganych.        
Zginął, wraz ze swoim bratem – Kusajjem i synem, w zasadzce zorganizowanej przez USA w Mosulu, 22 lipca 2003. Według informacji udzielonych przez amerykańskiego oficera, kryjówkę braci udało się namierzyć dzięki informacjom, za które informator (nazwisko nie zostało ujawnione) otrzymał nagrodę pieniężną w wysokości 30 milionów dolarów.